# Clase Oquendo
La Clase Oquendo fue una serie de tres destructores construidos para la Armada Española. Los nueve destructores inicialmente proyectados de la clase Oquendo fueron el proyecto más ambicioso afrontado por los programas de construcción naval de la postguerra en España; sin embargo, la adopción del sistema de propulsión Rateau/Bretagne de escasa fiabilidad y gran complejidad técnica, unida a la escasa capacidad de la industria naval española de la época, condujeron a uno de los mayores fiascos inversores de la Armada Española del siglo XX.

## Cancelación del proyecto
La clase Oquendo debía haber contado -y así fue encargada en 1943- con otras seis unidades, (Blas de Lezo, Gelmírez, Lángara, Bonifaz, Recalde y Blasco de Garay) además de los tres que llegaron a entrar en servicio.
Pero ya en 1952 fueron canceladas las seis últimas -sólo un año después de ponerse la quilla a los tres primeros-, al comprobarse que el proyecto iba a resultar difícil de llevar a la práctica.

## Dificultades del proyecto

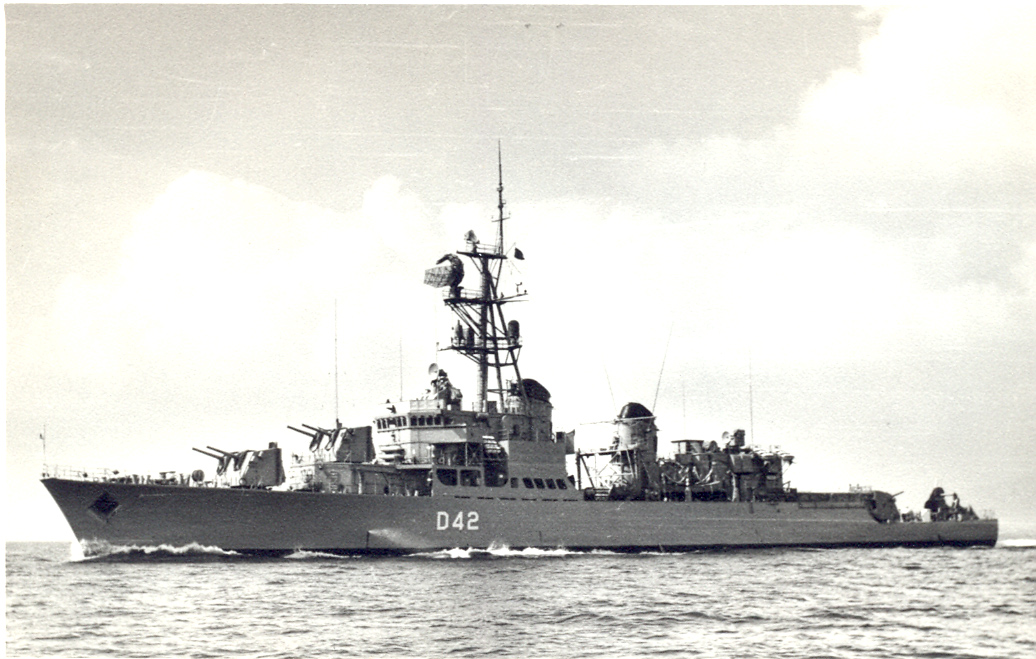
Destructor Roger de Lauria (D-42) de la Clase Oquendo, navegando por aguas del Atlántico, final de los años sesenta.

Los Oquendo fueron, desde el principio, un auténtico dolor de cabeza para los diseñadores. Basta señalar que, hasta 1959, es decir, 15 años después de comenzar el acopio de material, no fue botado el cabeza de la clase, y eso a pesar de haber pedido ayuda en 1955 a los Ateliers Bretagne para poder terminar la planta motriz.
En vista del lamentable curso del proyecto, se decidió modificar radicalmente a los dos últimos buques, siendo remolcados a Cartagena, donde fueron literalmente cortados por la mitad, en sentido longitudinal, con objeto de aumentarles la manga, para intentar resolver algunos de los problemas experimentados en el Oquendo.
Además, se intentó conseguir el mejor armamento y sensores posibles para estos buques, primero en Inglaterra y, finalmente, se les montó los equipos de los FRAM II norteamericanos.
Con todas las modificaciones del proyecto, la simple lectura de las características de los D-42 y D-43 indica que se trataba de buques modernos para la época y bien equipados, al menos sobre el papel. Sin embargo, al igual que con sus congéneres de la clase Audaz, se cometió un grave error: mantener la maquinaria original. Como consecuencia de esto, a pesar de ser los primeros buques construidos en España que fueron dotados de adelantos como equipos de Guerra electrónica (EW), capacidad de operar helicóptero, sistema de combate ASW muy completo, incluyendo los sónares de profundidad variable, etc. fueron toda su vida unos auténticos "cojos". Es más, la enorme cantidad de recursos dilapidada en ellos impidió afrontar otros posibles programas de mejora.
Por ello los Oquendo fueron buques de una vida realmente corta: 15, 13 y 18 años respectivamente. Además, los 18 años de servicio del D-43 no se debieron a su buen comportamiento, sino a que en 1981, cuando estaba a punto de ser dado de baja, fue dañado en Santander por una bomba colocada por ETA en su línea de flotación. Con el fin de evitar la imagen de dar de baja un buque que acababa de sufrir un atentado terrorista, con la consiguiente publicidad para los autores del mismo, se decidió mantener el buque en servicio tanto como se pudiera, prolongándose así su vida hasta 1988.

## Hechos reseñables
Desde un punto de vista operativo, el D-41 estuvo destinado en la 21ª Escuadrilla de Escoltas de Cartagena, junto con los destructores de la Clase Lepanto (llamados también "Los Cinco Latinos").
Por su parte, los D-42 y -43 fueron destinados a Ferrol, a la 11.ª Escuadrilla de Escoltas, junto con los destructores de Clase Churruca, antiguos clase Gearing FRAM II de origen estadounidense.
A lo largo de su vida cabe reseñar pocos acontecimientos; el más importante fue la visita del D-43 a los puertos de Nápoles, Casablanca y Portsmouth, en 1971, junto con el atentado ya relatado del que también fue protagonista el D-43.
En conclusión, decir que los D-40, junto con los Audaz y los submarinos clase D, han sido, posiblemente, los proyectos más lamentables y ruinosos que ha afrontado la Armada en el siglo XX.

## Buques de clase Oquendo
| Nombre                 | Numeral | Astillero              | Alta | Baja | Motivo   | Observaciones |
| ---------------------- | ------- | ---------------------- | ---- | ---- | -------- | ------------- |
| Oquendo                | D41     | Bazan Ferrol           | 1963 | 1978 | Retirado | Desguazado    |
| Roger de Lauria        | D42     | Bazan Ferrol/Cartagena | 1969 | 1982 | Retirado | Desguazado    |
| Marqués de la Ensenada | D43     | Bazan Ferrol/Cartagena | 1970 | 1988 | Retirado | Desguazado    |